# Helen Brooke Taussig
Helen Brooke Taussig (Cambridge, 24 maggio 1898 – Kennett Square, 20 maggio 1986) è stata una cardiologa statunitense.
Lavorò tra Baltimora e Boston e fondò la cardiologia infantile. Uno dei suoi maggiori contributi è dovuto alla procedura che scoprì per curare i bambini colpiti da una particolare sindrome (morbo blu). Si laureò nel 1927 al Johns Hopkins Medical Schools e il suo libro, Congenital Malformations of the Heart, descrive in maniera approfondita le malformazioni cardiache, gli strumenti diagnostici, le tecniche e le scoperte in tale ambito.
La dottoressa ebbe anche un ruolo di primo piano nel diffondere in America notizie sulla pericolosità del talidomide.

## Biografia

### Famiglia e Gioventù
Helen Taussig nacque a Cambridge, Massachusetts, il 24 maggio 1898.
Il nonno di Helen Taussig, William Taussig, dopo aver studiato Chimica a Praga, si trasferì a New York e si laureò in medicina a St. Louis. A causa della guerra civile fu colpito da un esaurimento nervoso che lo indusse ad intraprendere la carriera di businessman.
Frank William Taussig, padre della dottoressa Taussig, fu economista e professore ad Harvard. La madre di Helen, Edith Thomas Guild, molto interessata alla biologia e alla botanica, studiò al Radcliffe Annex (poi divenuto il Radcliffe College).
I genitori di Helen si sposarono il 20 giugno 1888 in Exeter, New Hampshire, ed ebbero quattro figli: William Guild, Mary Guild, Catharine Crombie e Helen Brooke.
Essi riuscirono a trasmetterle interessi e passioni che l'avrebbero accompagnata per il resto della sua vita:  l'importanza della cultura e della conoscenza, l'amore per la natura e per la botanica, la passione per il teatro, la musica e lo sport. Ad esempio, durante le vacanze estive che la famiglia Taussig solitamente trascorreva presso la casa al mare a Cape Cod, le giornate erano scandite da ritmi precisi che prevedevano studio mattutino, nuotate, attività fisica.
All'età di 11 anni Helen perse la madre, ammalatasi di tubercolosi due anni prima.
Nonostante fosse una bambina molto intelligente, scrupolosa e attenta ai particolari, curiosa e desiderosa di apprendere, le si presentò un ostacolo: Helen aveva gravi difficoltà nel leggere, dovute ad un disturbo poco conosciuto allora, la dislessia. Soffrì inoltre di una lieve forma di tubercolosi che non le permise di frequentare la scuola regolarmente.
Migliorò le sue capacità di lettura grazie all'aiuto del padre, uomo affascinante nei modi e forte psicologicamente, con il quale strinse un particolare e profondo rapporto. Quando si iscrisse alla Cambridge School for Girls, riuscì ad ottenere buoni voti, soprattutto nelle materie scientifiche.
Le avversità che dovette affrontare da adolescente rafforzarono la sua volontà e, grazie alla presenza del padre, apprese il valore della gentilezza e del prendersi cura dell'altro e la capacità di riuscire a trasformare un'esperienza negativa in un lezione positiva.

### Formazione
Nel 1917 Helen scelse di frequentare il Radcliffe College a Cambridge, in Massachusetts, lo stesso in cui aveva studiato la madre, venendone ammessa. Oltre ad ottenere ottimi risultati negli esami, coltivò la sua passione per il tennis, vincendo diversi premi, e per il teatro, partecipando ad alcune rappresentazioni.
Dopo un viaggio in cui visitò l'Università di Berkeley e dopo il secondo matrimonio del padre e il suo trasferimento a Washington, Helen decise di iscriversi all'Università di Berkeley. Ottenne il permesso del padre purché frequentasse almeno per il secondo anno il Radcliffe College. Anche a Berkeley si distinse per le sue qualità di tennista e di appassionata di teatro.
Dopo la laurea all'università della California Helen decise di intraprendere la carriera di medico e, seguendo il consiglio del padre, chiese un incontro con il preside della “School of Public Health” ad Harvard. Uomini e donne non erano trattati allo stesso modo in campo medico, e le donne dovevano sopportare ingiustizie e discriminazioni. A Helen fu detto che era permesso alle donne di seguire i corsi ma non di laurearsi. Helen non accettò il compromesso e con il padre trascorse un anno viaggiando in Europa, coltivando la sua passione per i viaggi.
Una volta tornata negli Stati Uniti si iscrisse ad un corso di istologia alla “Harvard Medical School”, dove, unica studentessa in una classe maschile, fu notata per le sue qualità dal professore Dr. John Lewis. Questi le consigliò di iscriversi all'Università di Boston, dove, ancora una volta, le sue capacità colpirono un professore di anatomia, Dr. Alexander Begg, che le suggerì di studiare le fibre muscolari cardiache. Helen, con grande impegno, portò a compimento un esperimento che le permise di dimostrare che, a particolari condizioni, pezzetti di tessuto producono contrazioni. L'articolo che scrisse, Rhytmic Contractions in Isolated Strips of Mammalian Ventricles, fu pubblicato nel 1925 in un numero dell'American Journal of Physiology.
Il professore Begg, riconoscendo il grande talento di Helen, le consigliò di iscriversi alla Johns Hopkins Medical Schools, una delle più prestigiose università americane che permetteva anche alle donne di potersi laureare in Medicina. Helen vi fu ammessa nel 1924 e si laureò in Medicina nel 1927.
Alcuni dei suoi migliori professori all'università furono il Dr. E. P. Carter e il Dr. Louis Hamman.

### Carriera
Dopo essersi laureata Helen fece domanda per un tirocinio che prevedeva un solo posto riservato alle donne e che la dottoressa non ottenne. Questa sconfitta le permise però di avvicinarsi alla carriera che poi avrebbe intrapreso.
Il dottore Edwards Albert Park, infatti, divenne il suo mentore e il suo più importante insegnante, assegnandole un ruolo a capo della nuova clinica pediatrica del Johns Hopkins Hospital, la “Harriet Lane Home”, che aprì ufficialmente nel 1912. Contemporaneamente Helen sviluppò un ulteriore disturbo che avrebbe inevitabilmente influenzato la sua professione: probabilmente a causa di una pertosse, fu colpita da un grave deterioramento dell'udito che la costrinse ad usare apparecchi acustici e a imparare a leggere il labiale. Inoltre sviluppò una particolare capacità nel riuscire a “sentire” le pulsazioni dei cuori dei suoi piccoli pazienti con il tatto, riuscendo a riconoscere problemi e ritmi cardiaci anormali meglio e in maniera più precisa di molti suoi colleghi che potevano usare un normale stetoscopio.
In poco tempo la dottoressa Taussig sviluppò un particolare interesse verso i piccoli pazienti cianotici: cominciò a usare il fluoroscopio, strumento verso il quale inizialmente aveva mostrato riluttanza, esaminò i bambini uno per uno, prese parte alle autopsie dei bimbi malati che morivano, condivise le sue conoscenze e le sue ricerche con la dottoressa Maude Abbot, ritenuta all'epoca autorità mondiale delle malformazioni cardiache ed il cui libro, Atlas of Congenital Cardiac Disease, costituiva la base delle conoscenze per ogni dottore.

### L'intervento con il "bypass succlavio polmonare"
Helen si convinse gradualmente che i bambini malati morivano per la scarsità di flusso sanguigno in arrivo ai polmoni. Per cercare una soluzione la sua attenzione si concentrò su un particolare vaso: il dotto arterioso. Mentre normalmente il dotto arterioso dopo la nascita si chiude spontaneamente e, quando ciò non accade, è necessario intervenire chirurgicamente, Helen, rendendosi conto che molti bambini non diventavano cianotici se non qualche mese dopo la nascita, intuì che poteva esserci un collegamento tra il dotto e la possibilità di curare i suoi pazienti. La sua idea era quella di mantenere aperto chirurgicamente il dotto arterioso in modo da garantire un sufficiente afflusso di sangue ai polmoni. La Taussig grazie alle sue ricerche aveva trovato una soluzione geniale, infatti è considerata la scopritrice ed esecutrice dell’intervento del "bypass succlavio polmonare" che fu eseguito insieme al dottor Alfred Blalock.
Inizialmente ne parlò con il chirurgo Dr. Gross che, come era prevedibile, non accettò la teoria della dottoressa. Poi, dopo aver osservato la prima operazione di Alfred Blalock al Johns Hopkins Hospital (fu anche la prima volta in cui Helen vide un cuore battere in una persona viva), espose le sue teorie al professore che, con l'aiuto di Vivien Thomas, iniziò un lavoro di laboratorio per aiutare i blue babies. Il team provò l'operazione con buoni risultati su diversi animali, e il 29 novembre 1944 l'operazione fu eseguita su una bambina, Eileen Saxon, le cui condizioni disastrose non lasciavano speranze. Due dottori che parteciparono all'operazione furono William P. Longmire e Denton Cooley. Eileen sopravvisse e il 25 gennaio tornò a casa. Il rapporto delle prime tre operazioni fu pubblicato come articolo, “The Surgical Treatment of Malformation of the Heart”, il 19 maggio 1945 sul Journal of the American Medical Association.
Era l'alba della cardiochirurgia, come la definì sinteticamente ma accuratamente il dottor Cooley.
Da quel momento i genitori di centinaia di bambini malati, anche fuori dal continente americano, si attivarono per sottoporre i propri figli alle cure della dottoressa Taussig che riuscì così a salvare circa 12000 bambini.
Un altro importante contributo da parte della dottoressa alla storia della medicina riguarda il problema collegato all'uso del talidomide negli anni cinquanta e sessanta. Dopo aver ascoltato le informazioni da parte di un suo ospite relative ad alcuni numerosi casi sospetti di focomelia in Europa, Helen cominciò a interessarsi e si recò in Germania per poter meglio condurre le sue ricerche. In Germania, lavorando con altri scienziati, si convinse che la causa delle deformazioni sui neonati era da ricercarsi nell'assunzione del talidomide da parte delle donne incinte. Grazie alle informazioni che Helen portò in America e riuscì a trasmettere con due articoli pubblicati su Scientific American e JAMA-The Journal of the American Medical Association, e un editoriale pubblicato su Science, nel suo continente i casi non furono tanto numerosi quanto quelli europei.

### Ultimi anni
Il 19 aprile 1947 Helen Taussig fu ricevuta dal presidente Truman.
Nel giugno del 1959 la dottoressa fu promossa a professore di Pediatria del Johns Hopkins Hospital.
La dottoressa Taussig lasciò il segno sulla cardiologia pediatrica anche come uno dei sei membri che fondarono il Board of Pediatric Cardiology nel 1962.
Nel 1963 andò in pensione e decise di sottoporsi a due interventi chirurgici per migliorare il suo udito, che infatti per parecchio tempo sembrò non recarle più tanto disturbo. In pensione scrisse 41 dei suoi 129 articoli scientifici.
Nel 1965 fu eletta presidente dell'American Heart Association, diventando la prima donna a rivestire questo ruolo. Nello stesso anno fece alcune predizioni sugli sviluppi futuri della medicina che furono inclusi nella Seattle Time Capsule.
Nel 1972 il Collegio Americano dei Medici la elesse “master” (livello più alto all'interno del collegio) e due anni dopo il Johns Hopkins Hospital dedicò la clinica pediatrica cardiaca in suo onore.
Nel 1976, per il suo settantottesimo compleanno, i suoi colleghi la onorarono al Helen B. Taussig International Symposium on Pediatric Cardiology.
Nel 1986 poté assistere ad un concerto in suo onore in cui si esibì uno dei bambini da lei salvato. Questi, ormai cresciuto, riconobbe come unico modo per ringraziare la dottoressa quello di suonare per lei.
Il 20 maggio 1986 Helen Taussig morì in un incidente stradale.

## Personalità
La dottoressa Taussig fu, nonostante la sua timidezza, una donna forte che riuscì a farsi rispettare e stimare dalle persone che la circondavano. Grazie alla sua particolare abilità a rapportarsi con i più piccoli, riuscì sempre a stringere particolari e stretti rapporti con i suoi pazienti, che nelle sue mani hanno testimoniato di essersi sempre sentiti al sicuro, e con le loro famiglie. Ha sempre ricevuto notizie da parte dei suoi pazienti guariti, stringendo una fitta rete di collegamenti che è durata per tutta la vita.
Un rapporto di profonda stima la univa anche ai suoi studenti, dottori con lo scopo di diventare cardiologi pediatri, venuti anche dall'estero per poter imparare da lei. I rapporti che riuscì a instaurare con loro furono di profonda amicizia anche fuori dall'ambiente ospedaliero e ogni anno, in primavera, organizzò un incontro con tutti i suoi vecchi studenti.
La passione per la sua professione, comunque, rese inevitabili alcuni contrasti: nel momento in cui un disaccordo affiorava, non esitava a battersi per la soluzione che riteneva essere la migliore e ciò comportò spesso tensioni tra lei e il dottor Alfred Blalock.
Spesso la dottoressa si sentì discriminata per il suo sesso.

## Alcune pubblicazioni
- "The Surgical Treatment of Malformation of the Heart”, articolo pubblicato il 19 maggio 1945 sul Journal of the American Medical Association.
- "Congenital Malformations of the Heart”, il suo libro pubblicato nel 1947
- “Dangerous Tranquillity”, 1º maggio 1962, editoriale pubblicato su Science

## Alcuni riconoscimenti
- Passano Award, 1948, condiviso con il dottor Alfred Blalock (per la prima volta vinto da una donna)
- Premio Feltrinelli conferito dall'Accademia dei Lincei nel 1954.[4]
- Award of Merit of the Gairdner Foundation of Toronto, Canada, 1959
- Honorary Degree dal Goucher College, 1949
- Lasker Award, conosciuto anche come American Noble Prize 1954[5]
- Honorary Degree of Doctor of Science dall'Università Harvard, 1959
- Medal Freedom, 1964
- 20 lauree honoris causa
- Kober Medal, 1987, postumo (prima donna a riceverlo)